# سمیانا
سمیانا (به ایتالیایی: Semiana) یک کومونه در ایتالیا است که در استان پاویا واقع شده‌است. سمیانا ۹٫۹ کیلومتر مربع مساحت و ۲۵۶ نفر جمعیت دارد.